# Весна (фильм, 1947)
«Весна» — советский кинофильм в жанре музыкальной комедии с элементами научной фантастики, снятый в 1947 году режиссёром Григорием Александровым. Съёмки велись в Москве и в Чехословакии на киностудии «Баррандов». Александров на Международном кинофестивале в Венеции (1947) получил Международную премию за оригинальный сюжет и режиссуру фильма.

## Сюжет
Режиссёр Аркадий Громов для своего будущего фильма решает ближе познакомиться с жизнью учёных, — как ему поначалу кажется, «отшельников», отрёкшихся от всего земного, — и с этой целью приходит в институт Солнца. Актриса театра Вера Шатрова как близнец похожа на свою героиню — учёную института Ирину Никитину. Вере не без колебаний дают роль учёной, но проблема в том, что она играет в оперетте и её утвердили в ней на главную роль, тем самым лишив шанса сниматься в кино. Выходит так, что Шатрова должна в один день быть и на репетиции в театре, и на киностудии. Выход подсказывает ассистент режиссёра Мухин — нужно уговорить Ирину Никитину заменить Веру на киностудии. Учёную с трудом уговаривают и она, приехав в студию, соглашается гримироваться. При чтении сценария Никитина возмущается шаблонностью образов учёных. Громов внутренне соглашается и решает лучше изучить работу учёных, поехав в институт Солнца на экскурсию. В это же время Вера оказывается вынуждена заменять Ирину Никитину среди коллег-профессоров. Возникают различные комические ситуации, но никто не замечает подмену, даже Виктор Рощин — близкий знакомый Веры, который тоже думает, что перед ним — Никитина.
Аркадий Громов, побывав в институте Солнца, меняет свои взгляды на учёных и решает переделать сценарий будущего фильма. Ирина Никитина тоже узнаёт много интересного о работе кинематографистов. Впрочем, путаница всё же остаётся: Громов гуляет по ночной Москве с Никитиной, полагая, что это Вера Шатрова, а Виктор Рощин снова принимает Веру за Ирину Никитину.
В конце фильма обе героини оказываются перед Громовым. Они предлагают ему указать, кто из них — Вера Шатрова, а кто — Ирина Никитина. Громов по наитию сердца верно указывает на Ирину Никитину и путаница разъясняется.

## В ролях
- Любовь Орлова — Ирина Петровна Никитина, учёный в институте Солнца / Вера Георгиевна Шатрова, артистка театра оперетты
- Николай Черкасов — Аркадий Михайлович Громов, кинорежиссёр
- Михаил Сидоркин — Виктор Семёнович Рощин, журналист
- Фаина Раневская — Маргарита Львовна, экономка Ирины Петровны
- Ростислав Плятт — Василий Григорьевич Бубенцов, научный консультант, завхоз института
- Николай Коновалов — Леонид Максимович Мухин, ассистент Громова
- Татьяна Гурецкая — Татьяна Ивановна, ассистент Громова
- Рина Зелёная — гримёр киностудии
- Борис Петкер — Акакий Абрамович, директор театра оперетты
- Галина (Гарен) Жуковская — прима оперетты
- Василий Зайчиков — Иван Николаевич Мельников, профессор
- Валентина Телегина — научный сотрудник института
- Михаил Трояновский — научный сотрудник института
- Аркадий Цинман — научный сотрудник института

## Съёмочная группа
- Авторы сценария — Григорий Александров, Александр Раскин, Морис Слободской
- Режиссёр-постановщик — Григорий Александров
- Оператор — Юрий Екельчик
- Композитор — Исаак Дунаевский
- Тексты песен — Василий Лебедев-Кумач, Михаил Вольпин
- Текст марша — Сергей Михалков

## Факты
- Фильм является первой кинокартиной, в которой появилась заставка «Мосфильма» с изображением скульптуры «Рабочий и колхозница»[1].
- В 1950-е годы фильм редактировался. В частности, были изъяты кадры с названием «Метрополитен имени Кагановича» на здании одной из станций московского метро. «Восстановленный» вариант фильма 1986 года содержит эти кадры.[источник не указан 2549 дней]
- Прототип Ирины Петровны Никитиной — доктор химических наук З. В. Ершова[2].
- Фильм изначально планировали снимать в цвете, но потом от этой идеи отказались по просьбе Орловой, которая считала, что привычная чёрно-белая гамма позволит скрыть возраст[3].
- В картине снят единственный опытный образец автомобиля ГАЗ-М-25 «Победа» с шестицилиндровым двигателем, не пошедшим в производство[4].

## Видео
С 1990 года фильм выпущен в системе PAL на видеокассетах кинообъединением «Крупный план». Фильм был выпущен также на видеокассетах дистрибьютором «Киновидеопрокат», а в начале 2000-х годов — компанией «Мастер Тэйп».
В 2000-е годы фильм отреставрирован и выпущен на DVD компаниями ИДДК, «Восток В», объединением «Крупный план», «Мастер Тэйп», а 3 сентября 2005 года — студией «Союз Видео», в 2007 году — компаниями «Мьюзик-Трэйд» и «Видеобаза».